# 4571 Grumiaux
4571 Grumiaux eller 1985 RY3 är en asteroid i huvudbältet som upptäcktes den 8 september 1985 av den belgiske astronomen Henri Debehogne vid La Silla-observatoriet. Den är uppkallad efter den belgiske violinisten Arthur Grumiaux.
Asteroiden har en diameter på ungefär 15 kilometer och den tillhör asteroidgruppen Themis.